# Juan Carlos Henao Pérez
Juan Carlos Henao Pérez (Cali, 6 de diciembre de 1959-Bogotá, 2 de enero de 2024) fue un abogado, jurista y constitucionalista colombiano. Fue rector de la Universidad Externado de Colombia hasta 2021, y profesor de la Facultad de Jurisprudencia de la Universidad del Rosario y la Universidad de los Andes.
Falleció el 2 de enero de 2024 en Bogotá debido a una enfermedad que venía padeciendo.

## Biografía
Nació en Cali. Estudió derecho en la Universidad Externado de Colombia, promoción 1981; adelantó sus estudios de posgrado en Francia: especialización en Derecho Administrativo, Master en Derecho Público Interno Francés y Doctorado en Derecho en la Universidad de Panthéon-Assas París II, en un recorrido que finalizó con la calificación más alta para su tesis doctoral.[cita requerida]
Se desempeñó como magistrado de la Corte Constitucional de Colombia, y entre 2009-2010 fue nombrado presidente de esta alta corte. Asimismo, fue asesor del despacho del procurador general de la Nación, procurador primero delegado ante el Consejo de Estado y magistrado auxiliar de la Sección Tercera del Consejo de Estado.
Fue profesor invitado de varias universidades de Francia[cita requerida] y catedrático del Institut de Hautes Études de Sciences Politiques en París (Sciences Po) y del Instituto de Altos Estudios sobre América Latina (IHEAL), París 3.[cita requerida] En Colombia fue docente de la Universidad Externado, de la Universidad de los Andes, Pontificia Universidad Javeriana y de la Universidad del Rosario. En 2012 fue elegido rector de la Universidad Externado de Colombia, tras la muerte de Fernando Hinestrosa.